# گرابووتسی
گرابووتسی (به صربی: Grabovci) یک منطقهٔ مسکونی در صربستان است که در Ruma municipality واقع شده‌است.